# Vila-sacra
Vila-sacra – gmina w Hiszpanii, w prowincji Girona, w Katalonii, o powierzchni 6,05 km². W 2011 roku gmina liczyła 671 mieszkańców.